# Dumbrăveni (gmina Râșca)
Dumbrăveni – wieś w Rumunii, w okręgu Suczawa, w gminie Râșca. W 2011 roku liczyła 431 mieszkańców. 